# Rocky Mount (Carolina del Norte)
Rocky Mount es una ciudad ubicada en el condado de Nash y condado de Edgecombe en el estado estadounidense de Carolina del Norte. La localidad en el año 2000, tenía una población de 55.893 habitantes en una superficie de 92,7 km², con una densidad poblacional de 53 personas por km². Está situado a orillas del río Tar/Pamlico.

## Geografía
Rocky Mount se encuentra ubicada en las coordenadas 35°56′16″N 77°47′26″O / 35.93778, -77.79056. Según la Oficina del Censo, la localidad tiene un área total de 92,7 km² (35,8 mi²), de la cual 92,1 km² (35,6 mi²) es tierra y 0,5 km² (0,2 mi²) (0.59%) es agua.

### Localidades adyacentes
El siguiente diagrama muestra a las localidades en un radio de 20 kilómetros (12,4 mi) de Rocky Mount.

## Demografía
En el 2000 la renta per cápita promedia del hogar era de $32.661, y el ingreso promedio para una familia era de $39.929. El ingreso per cápita para la localidad era de $17.804. En 2000 los hombres tenían un ingreso per cápita de $31.455 contra $34.409 para las mujeres. Alrededor del 20.10% de la población estaba bajo el umbral de pobreza nacional.

## Hijos ilustres
- Thelonious Monk (1917-1982), pianista y compositor de jazz.
- Mary-Elizabeth Winstead (n. 1984), actriz.